# Zudáñez
Zudáñez ist eine Kleinstadt im Departamento Chuquisaca im südamerikanischen Andenstaat Bolivien.

## Lage
Zudáñez trägt seinen Namen zu Ehren des Freiheitskämpfers Jaime de Zudáñez (1772–1832), der in dieser Region geboren wurde. Zudáñez ist Sitz der Verwaltung der gleichnamigen Provinz Jaime Zudáñez und der zentrale Ort des Municipios Zudáñez auf einer Höhe von 2472 m am linken Ufer des nach Norden fließenden Río Zudáñez. Der 87 Kilometer lange Río Zudáñez ist ein rechter Nebenfluss des bolivianischen Río Grande und liegt am Ostrand der Sierra de Catatiri.

## Geographie
Zudáñez liegt im Übergangsbereich zwischen der Anden-Gebirgskette der Cordillera Central und dem bolivianischen Tiefland. Die Region weist ein typisches Tageszeitenklima auf, bei dem die mittlere Temperaturschwankung im Tagesverlauf deutlicher ausfällt als im Verlauf der Jahreszeiten.
Die mittlere Durchschnittstemperatur der Region liegt bei etwa 19 °C (siehe Klimadiagramm Tomina) und schwankt nur unwesentlich zwischen knapp 16 °C im Juni und Juli und knapp 21 °C von November bis Januar. Der Jahresniederschlag beträgt etwa 600 mm, bei einer ausgeprägten Trockenzeit von Mai bis August mit Monatsniederschlägen unter 10 mm und einer Feuchtezeit von Dezember bis Februar mit 100 bis 125 mm Monatsniederschlag.

## Verkehrsnetz
Zudáñez liegt in einer Entfernung von 112 Straßenkilometern östlich der Departamento-Hauptstadt Sucre.
Zudáñez liegt an der 976 Kilometer langen Nationalstraße Ruta 6, die Sucre mit dem bolivianischen Tiefland und der dortigen Millionenstadt Santa Cruz verbindet. Die Straße von Sucre nach Zudáñez und weiter bis nach Padilla ist durchgehend asphaltiert.

## Bevölkerung
Die Einwohnerzahl der Ortschaft hat sich in den vergangenen zwei Jahrzehnten mehr als verdoppelt:
| Jahr | Einwohner | Quelle       |
| ---- | --------- | ------------ |
| 1992 | 1 330     | Volkszählung |
| 2001 | 1 976     | Volkszählung |
| 2012 | 3 177     | Volkszählung |
| 2024 |           | Volkszählung |

Die Region weist einen hohen Anteil an Quechua-Bevölkerung auf, im Municipio Zudáñez sprechen 95,1 Prozent der Bevölkerung Quechua.